# Lepashe
Lepashe est une ville du Botswana.